# 未収録OSC
『未収録OSC』（みしゅうろくオーエスシー）は2016年11月5日に発売されたOrangestarの1stミニ・アルバム。
11月5日にTHE VOC@LOiD M@STER 36にて即売されたのち、2017年1月18日からタワーレコードで発売された。

## 概要
Orangestarの1stミニ・アルバム。「CITRUS」や「キミノヨゾラ哨戒班」などの既存の人気曲に加え、「新世界LIVE」など、歌い手向けに書き下ろした楽曲のVOCALOIDバージョンを加えた全6曲を収録している。
イラスト・デザインはイラストレーターのM.Bによるもの。

## 収録内容
使用ソフトウェアは、IA・ONE・初音ミク。
| 全作詞・作曲・プロデュース: Orangestar。 |                                                |           |            |                      |      |
| #                                        | タイトル                                       | 作詞      | 作曲・編曲 | 編曲                 | 時間 |
| 1.                                       | 「CITRUS」                                     |           |            | Orangestar           | 3:37 |
| 2.                                       | 「心象蜃気楼」                                 |           |            | Orangestar           | 2:49 |
| 3.                                       | 「キミノヨゾラ哨戒班」                         |           |            | 鈴木秋則・Orangestar | 2:53 |
| 4.                                       | 「Lingering Fireworks」(英詞: ColeenaWu・✿ham) |           |            | Orangestar           | 4:20 |
| 5.                                       | 「時ノ雨、最終戦争」                           |           |            | Orangestar           | 3:38 |
| 6.                                       | 「新世界LIVE」                                 |           |            | Orangestar           | 2:38 |
| 合計時間:                                | 合計時間:                                      | 合計時間: | 19:55      |                      |      |

## クレジット
- Guitar: もやし (#2,3,4,5,6)
- Guitar: re-zi (#3)
- Bass: pino (#2,3,6)
- Drum: 有利 (#3)

- Design & Artwork: M.B